# Valencia de Don Juan
Valencia de Don Juan és un municipi de la província de Lleó, a la comunitat autònoma de Castella i Lleó.

## Demografia
| 1991 | 1996 | 2001 | 2004 |
| ---- | ---- | ---- | ---- |
| 3686 | 3826 | 4185 | 4165 |